# Nyírmada
Nyírmada város Szabolcs-Szatmár-Bereg vármegyében, a Vásárosnaményi járásban.

## Fekvése
A Nyírség északkeleti peremén helyezkedik el. A környező települések közül
Vásárosnaménytól 13, Pusztadobostól 2, Gyulaházától 11, Rohodtól 6, Ilktől 8, Petneházától 20, Vajától 10, Nyírjákótól 18 kilométerre található. A megyeszékhelytől, Nyíregyházától mért távolsága 43 kilométer.
Éghajlata mérsékelten meleg, az évi napsütéses órák száma 1950. Talaja kovárványos barna erdőtalaj, humuszos homok és barnaföld. A belterületi utak több mint 96%-a burkolt.

### Megközelítése
Legfontosabb közúti elérési útvonala a 41-es főút, amely a központjától délre halad el. Gyulaházával és Pusztadoboson át Jármival a 4106-os, Ilkkel és Rohoddal pedig a 4107-es út köti össze.
A hazai vasútvonalak közül a MÁV 116-os számú Nyíregyháza–Vásárosnamény-vasútvonala érinti, melynek egy megállási pontja van itt. Nyírmada vasútállomás a belterület délkeleti részén helyezkedik el, közúti elérését a 4106-os útból kiágazó 41 314-es számú mellékút (Kölcsey út) biztosítja.

## Története
A nyelvészek egyértelműen – bár többféleképpen személynévből eredeztetik a helynév keletkezését.
Mező András nyelvész, helytörténész művében azt írja, hogy a „Madosa személynév már 1138/1329-ben előfordult.” Ez alapján a község a nevét az első birtokosról kapta.
Egy 1213-as forrás Mada nevű poroszlót említ. Lengyel Zoltán munkájában is az olvasható, hogy egy földbirtokkal rendelkező személyről kapta a nevét, aki szerinte az 1350 körül élt Maday Pál volt.
A település 1254-ben még csak terra, tehát aligha lakott település volt. Nevét 1296-ban említik először Dobos határjárása alkalmával, mint Karászi Sándor bán fiainak birtoka. A helység ekkor már két faluból, Nagy- és Kismadából állott. Ez a kettős település a 19. századig megmaradt. 1330-ban Kismadát birtokosáról Miklósmadának nevezték. Miklósmada névadóját és a település egyházát 1354-ben említik (Nicolaus f. Petri de Mada), amikor a településről elnevezett család tagjai megosztották egymás között az egyutcás, két házsoros Kismadát. A falu temploma közös maradt. 1382-ben a család egyik (Miklós fia András) ága kihalt, és a királyra szállott birtokrészt Mária királynőtől Károlyi László és Mihály, valamint Várdai Domokos kapta meg.
A Maday család a 14. század közepén két ágra szakadt, a Madai és a Pazonyi ágra, és ettől kezdve 400 éven át a két ág és a vele rokon kisebb szabolcsi nemesek osztozkodtak rajta. A Pazonyiak, a Várdaiak és a Károlyiak 1406. évi osztozkodása alapján ismerjük a falu alaprajzát. A délről északra tartó két házsoros utca a Pazonyiaknak, a keleti házsor déli fele 1/3 részként a Károlyiaknak és a Várdaiaknak jutott, de a határbeli tartozékok osztatlanok maradtak. A faluban ekkor a Madayaknak volt egy kúriája. Kismada teljes egészében a Várdaiak birtoka volt, és tizenegy jobbágy lakott rajta. 1407-ben a Maday, 1454-ben a Naményi család is birtokos. A 15. század végén a majd a Lugosy család is, akiktől a hódmezővásárhelyi birtokáért cserébe a bedegli Nyáry Pál özvegye szerzett meg. A 15. században a Maday család mellett birtokosok a Kereky, a Vay, majd később a Békény és a Kornya családok.
A 15. század végén a település vásártartási jogot kapott, ettől kezdve oppidum, azaz mint mezővárost említik.
Az egykori Kereky–udvarház 1601. augusztus 8-án kelt leltára szerint:
„Madan vagion egy uduar haz, Vagion azon az felső reszen egy fabol czinalt palota. Azon vagion 4 huegh ablak: az edgiken vas Róstély vagion. Vagion azon Palotában egy kerektet asztal.... Nap niugatról vagion egi kerekted Tornácz az pituar Aytaja előtt Ez ugian Nap niugatrul az haznak hossza, mit teszen foliosora vagion, mely folios végin egj emelczo vagion. Délrwl vagion egi fabol czinalt Bastia, kinek mind alatta ás fen haza vagion. Fen mind korwl foliosoia vagion az Bástianak...”
A 18. században már számos birtokosa volt. Köztük jelentősebbek a ludányi Bay, a báji Patay, a Hunyady és Péchy családok tagjai. Az egyik – nem is jelentősebb – földesurának, Bégányi Györgynek nemesi palotáját kétszázharminc forintra becsülték. Volt rajta egy ház, pincével, két kert sövényfonással, egy disznóól, egy sövényfalú lóistálló, négy részből álló ököristálló, karófalú kút, gémmel. 1772-ben legnagyobb birtokosa Patay Sámuel volt, tizennégy telkes jobbággyal, két házas és egy házatlan zsellérrel.
A jobbágyfelszabadulás idején az akkorra már egyesült faluban 1607 lélek élt. A 19. század első felében a Bay, Uray, Somossy, Bernáth, Berzsenyi, Szemere, Szabó, a Hunyady Jármy, csébi Pogány a báji Patay, a Péchy családoknak voltak itt birtokai. Közéleti szereplésével, műveltségével tűnt ki az ekkori nemesi családok közül a báji Patay család, ezen belül is Patay István, aki 1830-ban Szabolcs vármegye alispánja, majd követe lett. Kiemelkedő még az 1848-49-es szabadságharcban betöltött szerepe. Több település olvadt a község határába, amelyek a 16-17. században még önállóak voltak, és nevüket mindeddig megőrizték, csupán egyesek vesztek ki az emlékezetből.
Csokoly nevét Csokaly formában a településtől keletre fekvő felduzzasztott tó őrzi Csokaly. Csokaly falu plébánosát 1313-ban említik. A leleszi konvent 1348. augusztus 29-én keletkezett oklevelében bukkan fel először, mint Chokol. Egy 1371-ben kelt határjáró oklevélben említik, hogy, Városdobossal határos. 1382-ben Szatmár vármegyéhez tartozott. 1386-ban Maday András, a Károlyi-család és Várdai Domokos lett a tulajdonosa. 1393-ban találkozunk ismét nevével Vaja határjárása során. 1402-ből jobbágyságáról is tudomásunk van: ,, Chokal birtokosai panaszkodnak, hogy a rohodi nemesek fegyveres kézzel elfoglalták ás használják Chakalt.... három ottani jobbágyukat megverték ás megsebesítették.”
A 14. században kétségtelenül lakott hely volt Kápolna falu, amelyet 1366-ban említenek Kápolna az időben nyilván királyi adomány révén – a Váradi és Károlyi család közös birtoka. A 15. század folyamán néptelenné vált és ettől kezdve a madai lakosok részben szántónak, részben legelőnek használták birtokosai. A 16. század elején térképen még látható.
Kápolnával együtt a 16-17. században gyakran felmerül Zeke v. Zeöke pallaga nevű praedium, de aligha volt valamikor is lakott hely, említése idején általában szőlőhegy. Talán itt állott Körtvélyestelek, a Madával, Szigetetekével, Mérgessel és Csokallyal határos telek, amelyet Rohodi László tíz márkáért adott el Nagysenjéni Jánosnak.
Bocsó az elveszett helynevek közé tartozik. 1322-ben tűnik fel, mint a Gutkelend nembeli Pál bán fia, Miklós birtoka.
Nyírmadát jelentős helyként tartották számon, hiszen már a 16. század végén vásártartási jogot kapott, s ettől kezdve mezővárosként említették a források.

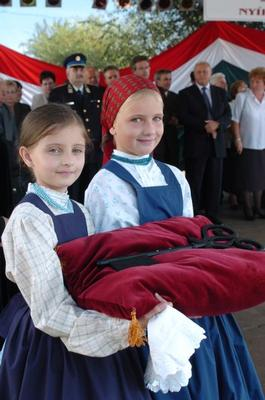
Nyírmada, városavatás

A 19. század második felében, a kapitalizálódás hatására, vidéki méretekben jelentős intézmények jöttek létre: Weinstock Farkas és fia terménykereskedelmi cége exporttal is foglalkozott, megalakult a Nyírmadai Takarékpénztár, működött olvasókör és kaszinó is a településen.
1810-ben a Bay család, Bay Sándor birtokos Kis-Madán.
2009. július 1. óta visel városi címet Nyírmada.

## Közélete

### Polgármesterei
- 1990–1994: Kósa Barnabás (KDNP-MDF)[3]
- 1994–1998: Kósa Barnabás (független)[4]
- 1998–2002: Iklódi László (független)[5]
- 2002–2006: Kálmán Béla (független)[6]
- 2006–2010: Kálmán Béla (független)[7]
- 2010–2014: Kálmán Béla (független)[8]
- 2014–2019: Kálmán Béla (független)[9]
- 2019–2024: Kálmán Béla (független)[10]
- 2024– : Csernáti Sándorné (független)[1]

## Népesség
A település népességének változása:
| Lakosok száma | 4885 | 4849 | 4890 | 4800 | 4662 | 4652 | 4630 |
|               | 2013 | 2014 | 2015 | 2021 | 2022 | 2023 | 2024 |

2001-ben a település lakosságának 91,5%-a magyar, 8,5%-a cigány nemzetiségűnek vallotta magát.
A 2011-es népszámlálás során a lakosok 92,3%-a magyarnak, 20,3% cigánynak, 0,4% németnek, 0,4% ukránnak mondta magát (7,5% nem nyilatkozott; a kettős identitások miatt a végösszeg nagyobb lehet 100%-nál). A vallási megoszlás a következő volt: római katolikus 18%, református 50,1%, görögkatolikus 11,8%, felekezeten kívüli 6% (12,6% nem válaszolt).
2022-ben a lakosság 92,5%-a vallotta magát magyarnak, 12,8% cigánynak, 0,5% ukránnak, 0,2% németnek, 0,1% ruszinnak, 1% egyéb, nem hazai nemzetiségűnek (7,4% nem nyilatkozott; a kettős identitások miatt a végösszeg nagyobb lehet 100%-nál). Vallásuk szerint 10,4% volt római katolikus, 44,4% református, 9,7% görög katolikus, 1,9% egyéb keresztény, 7,1% felekezeten kívüli (26% nem válaszolt).

## Nevezetességei
Hunyadi u. 28. Lakóház és üzlet, volt Papp-kúria, klasszicista, 19. század első fele.
Református templom, klasszicista, 1825-1834. Berendezés: padok, falazott szószék, klasszicista, 1833.

## Kultúra
A városban működnek görög és római katolikus, valamint református egyházközösségek. Van 2 háziorvos, 1 fogorvos, védőnői szolgálat, 270 férőhelyes napközis óvoda, 43 férőhelyes idősek otthona, 40 férőhelyes idősek klubja. Az általános iskolában mintegy 640 gyerek tanul. A gyógyszerek beszerzése a helyi gyógyszertárban biztosított. A település teljes lefedettségű internet s telefon hálózattal rendelkezik. Művelődési lehetőséget biztosít a könyvtár, több mint 20.000 kötettel.

## Sport
A Nyírmadai Ifjúsági Sportegyesületet 1922-ben alapították. A labdarúgó csapat az NB III-ban ezüstérmes volt 2006–07-ben, bronzérmes 2007–08-ban és 2008–09-ben. A Szabolcs-Szatmár-Bereg vármegyei labdarúgó-bajnokság (első osztály) bajnoka volt 1958–59-ben és 2005–06-ban.

## Híres emberek
- Itt született 1808. május 19-én Patay István honvéd ezredes.
- Itt született  1892-ben Gräser Ferenc első világháborús hős, pilóta.
- Itt született  1910. február 13-án Novák József régész, múzeumigazgató.
- Itt élt és itteni birtokain gazdálkodott az 1920-as évek végétől Boér Ágoston (1893−?) magyar földbirtokos, követségi titkár, országgyűlési képviselő.
- Nyírmada és környéke választókerületében volt parlamenti képviselő 1939-1944 között Nánássy Imre (1892-1940) magyar ügyvéd.

### Díszpolgárok
Nyírmada díszpolgárainak listája:
- Ferenczi István (2012)
- Dr. Pesti Pálné (posztumusz, 2012)
- Balogh László (posztumusz, 2013)
- Dr. Hajdu János (2013)
- Bokross Elekné (2014)
- Czigler Elek (posztumusz, 2014)
- Dr. Pávay György (1904–1979), a település körzeti orvosa (posztumusz, 2015)
- Tisza József (2015)
- Balogh Ferenc (posztumusz, 2016)
- Juha Bertalanné (2016)

## A település az irodalomban, filmekben
- Érintőlegesen említve szerepel Nyírmada Vitézy László amúgy fiktív magyarországi helyszíneken játszódó Békeidő című, 1978-ban készült filmjében.